# タヴァニャッコ
タヴァニャッコ（伊: Tavagnacco）は、イタリア共和国フリウリ＝ヴェネツィア・ジュリア州ウーディネ県にある、人口約15,000人の基礎自治体（コムーネ）。

## 名称
標準イタリア語以外では以下の名称を持つ。
- フリウリ語: Tavagnà

## 地理

### 位置・広がり

#### 隣接コムーネ
隣接するコムーネは以下の通り。
- マルティニャッコ
- パニャッコ
- パジアーン・ディ・プラート
- レアーナ・デル・ロイアーレ
- トリチェージモ
- ウーディネ

### 気候分類・地震分類
タヴァニャッコにおけるイタリアの気候分類 (it) および度日は、zona E, 2333 GGである。
また、イタリアの地震リスク階級 (it) では、zona 2 (sismicità media) に分類される。

## 行政

### 分離集落
タヴァニャッコには、以下の分離集落（フラツィオーネ）がある。
- Adegliacco, Branco, Cavalicco, Colugna, Feletto Umberto (sede comunale), Molin Nuovo, Tavagnacco